# Chloroclystis rectangulata
Pasiphila rectangulata là một loài bướm đêm thuộc họ Geometridae. Đôi khi nó được xếp vào chi Pasiphila. Loài này phổ biến khắp miền Cổ bắc và Cận Đông.
Bướm bay từ at night vào tháng 6 và tháng 7  và is attracted to light.
Ấu trùng ăn hoa các loài Rosaceae như táo, mận gai, anh đào, hawthorn, pear và quince. Chúng qua mùa đông dưới dạng trứng.

## Hình ảnh

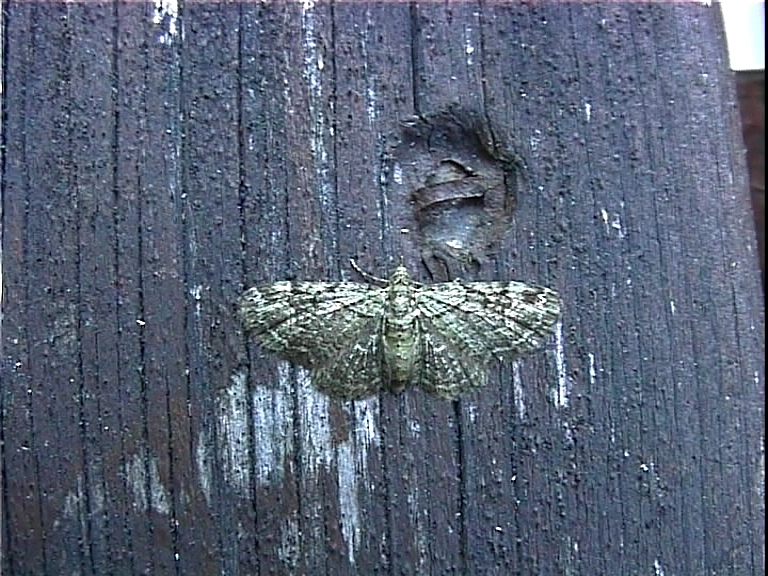
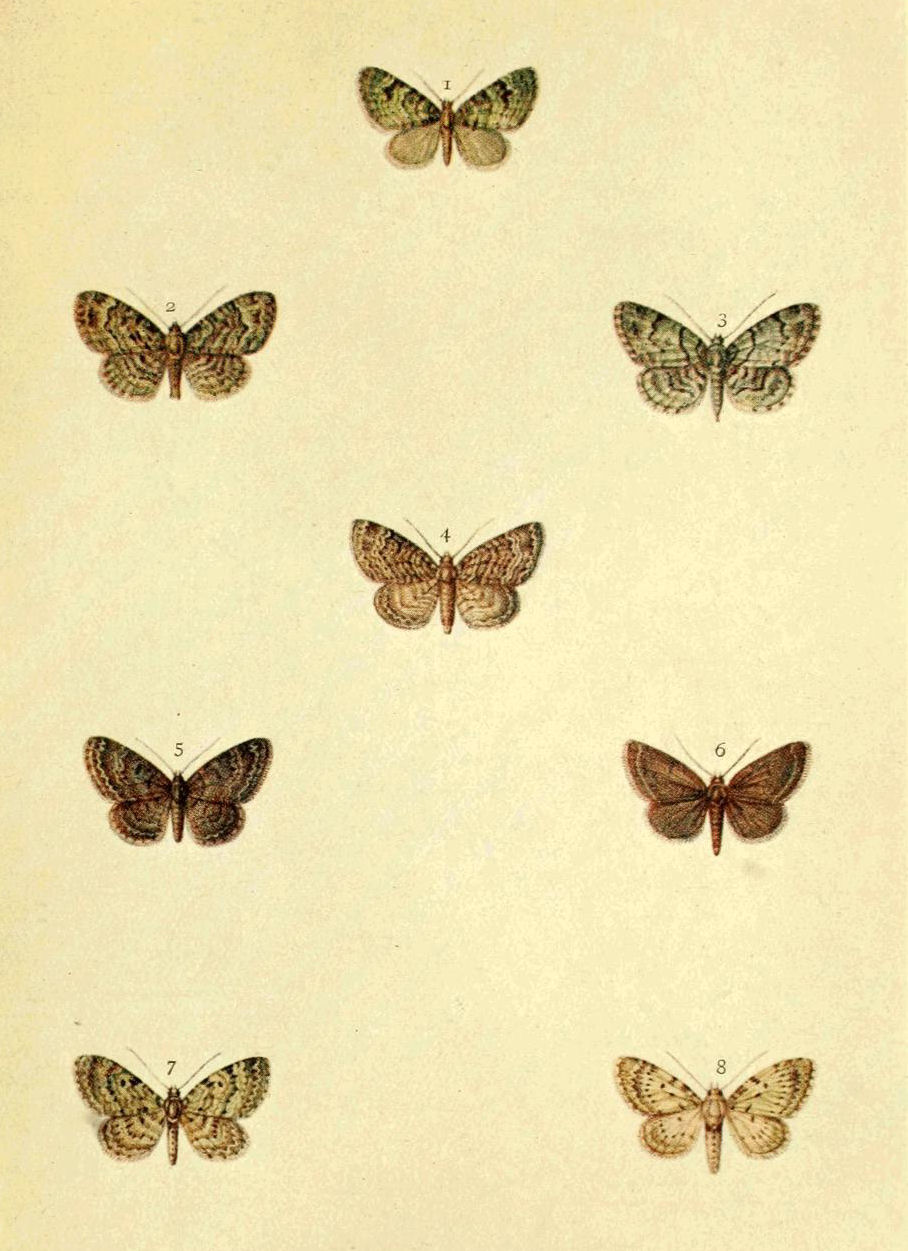
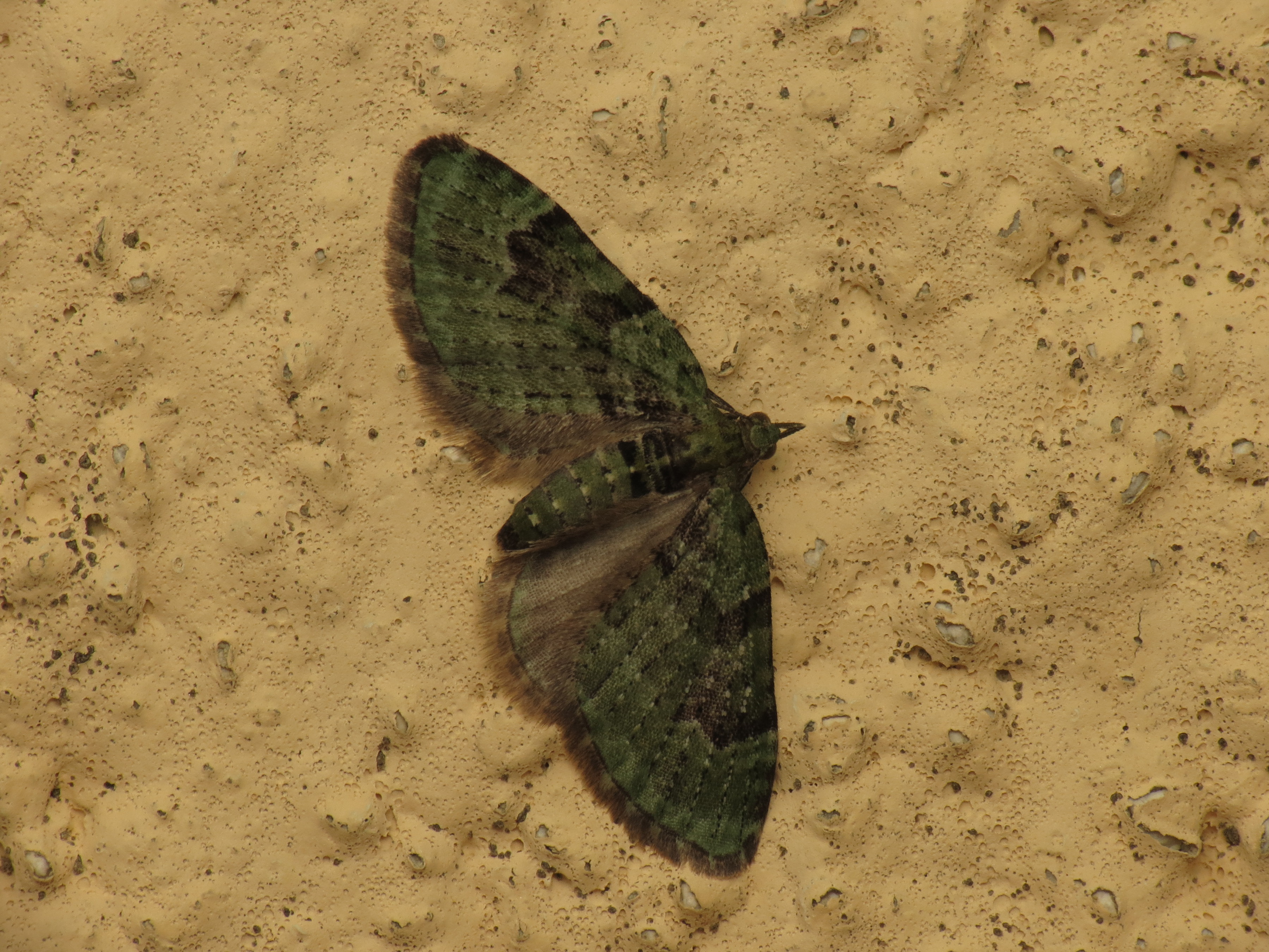
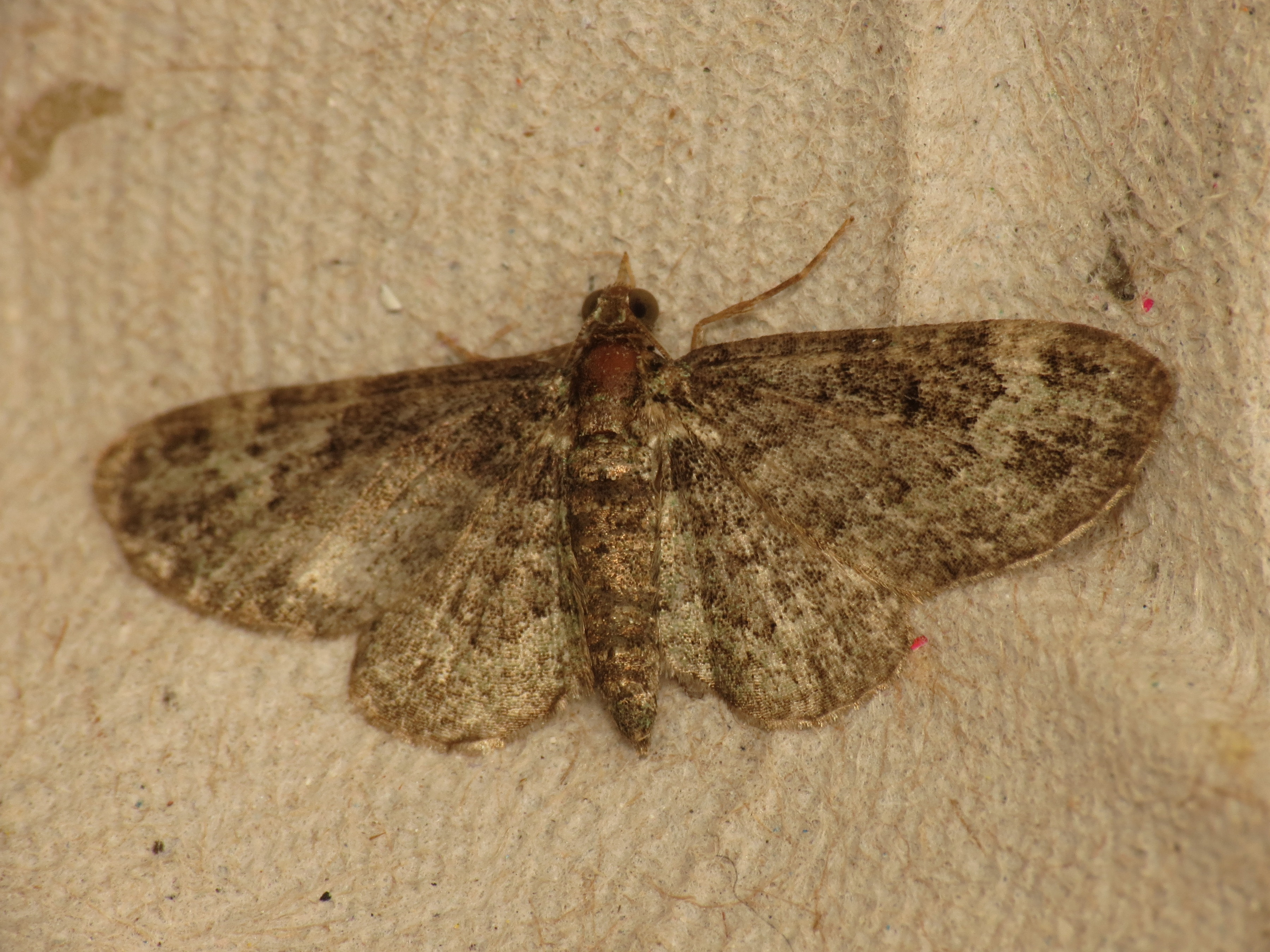